# North American F-100 Super Sabre
North American F-100 Super Sabre var ett jakt- och attackflygplan konstruerat av North American Aviation för att ersätta den äldre F-86 Sabre. Super Sabre var ursprungligen konstruerat som ett renodlat jaktflygplan, men avsaknaden av radar blev snart ett stort handikapp och taktiska flygkommandots behov av attackflyg gjorde att Super Sabre i stället fick tjänstgöra som attackflygplan. Under Vietnamkriget ersattes Super Sabre av Vought A-7 Corsair II och överfördes till flygnationalgardet där de tjänstgjorde som jaktflygplan fram till 1979.

## Utveckling
I januari 1951 började North American Aviation att skissa på en utvecklad version av F-86 Sabre som skulle kunna flyga i överljudsfart. För att uppnå det ökades vingarnas svepningvinkel från 35 till 45 grader samtidigt som flygkroppen gjordes längre för att få plats med en kraftigare motor. Prototypen gjorde sin första flygning 25 maj 1953 och lyckades spräcka ljudvallen trots att den hade en svagare motor än vad serieflygplanen var konstruerade för. Det visade sig snart att de svepta vingarna orsakade problem. Olika sektioner av vingarna gav olika lyftkraft vid olika hastigheter, vilket gjorde att lyftkraften plötsligt kunde flyttas framåt när hastigheten minskade. Detta tillsammans med att roderytorna inte var tillräckligt stora för att övervinna flygplanets tröghet i låga hastigheter gav upphov till mycket farliga situationer vid landning. Piloterna tränades att kompensera lyftkraftsförändringarna genom att trimma nosen upp eller ner vilket kom att kallas sabeldans (Sabre dance). Problemet minskade något i och med införandet av modellen F-100C som fick bättre lågfartsegenskaper tack vare nya flaps och en djupare vingprofil för att få plats med vingtankar. I och med modellen F-100D eliminerades problemen nästan helt tack vare större roderytor och inbyggd dämpning i styrsystemet.

## Beväpning
I jaktrollen var huvudbeväpningen de fyra 20 mm automatkanonerna. Avsaknaden av radar gjorde att mer avancerade vapen som jaktrobotar inte kunde användas. F-100C fick förmåga att bära den värmesökande jaktroboten AIM-9 Sidewinder samt attacklast i form av olika typer av flygbomber som till exempel sprängbomber, multipelbomber och kärnvapen. F-100D kunde också bära attackroboten AGM-12 Bullpup.

## Användning
F-100A Super Sabre antogs officiellt till USAF 27 september 1954. Innan året var slut hade sex flygplan förolyckats av olika anledningar. Flygplanet bedömdes vara för farligt att flyga och 1958 började man att fasa ut F-100A. Den tilltagande spänningen mellan öst och väst ledde dock till att flygplanen återtogs i tjänst 1962 och förblev i tjänst till 1970.
Taktiska flygkommandots behov av attackflygplan gjorde att den förbättrade modellen F-100C togs fram. Den flög första gången i mars 1954 och togs i tjänst 14 juli 1955. Den hade dock kvar många av nackdelarna från F-100A vilket gjorde att F-100D togs fram 1959.

### Vietnamkriget
Under Vietnamkriget var F-100D taktiska flygkommandots huvudsakliga attackflygplan för taktiska uppdrag i stridszonen medan F-105 Thunderchief användes för att anfalla försörjningslinjer och mål djupare inne i Nordvietnam. De första F-100:orna förflyttades från Clark Air Base på Filippinerna till Don Muang i Thailand 16 april 1961. Den 4 april 1965 utkämpade F-100:or från 428:e jaktdivisionen den första luftstriden mot Nordvietnams flygvapen. Tre MiG-17 sköts ner, men först efter att de lyckades skjuta ner två amerikanska F-105:or.
Den tvåsitsiga varianten F-100F användes också i Vietnam. Främst som spaningsflygplan där spanaren i baksitsen ledde in flyganfall via radio mot upptäckta mål, men även som Wild Weasels beväpnade med signalsökande robotar, störsändare och radarvarnare för att utmana det nordvietnamesiska luftförsvaret.
Totalt 242 Super Sabres gick förlorade under Vietnamkriget.

### Algerietrevolten
Franska flygvapnets F-100:or sattes under Algerietrevolten in mot mål i Algeriet. Flygplanen var baserade i Rheims och mellanlandade för tankning i Istres.

### Cypern
Under Cypernkrisen understödde turkiska flygvapnets F-100:or och F-104:or den turkiska arméns framryckning och bombade bland annat mål runt Nicosia.

## Versioner
- YF-100A – Prototyper. Två byggda.
- F-100A – Ensitsigt jaktflygplan. 203 byggda.
- RF-100A – Sex F-100A ombyggda till fotospaningsflygplan 1954. Kanonerna ersattes med tre K17 och två K-38 kameror.
- F-100B – Projektnamn för North American F-107.
- F-100C – Ensitsigt jakt- och attackflygplan med kraftigare motor, vingtankar, förmåga till lufttankning och bättre lågfartsegenskaper. 70 byggda.
- F-100D – Ensitsigt jakt- och attackflygplan med större fena, autopilot, bättre navigationshjälpmedel, förbättrat styrsystem och möjlighet att skjuta roboten AGM-12 Bullpup. 1274 byggda.
- F-100F – Tvåsitsigt skolflygplan med samma förbättringar som F-100D. 339 byggda.
- NF-100F – Tre F-100F ombyggda till testflygplan.
- QF-100 – 209 stycken F-100D och F ombyggda till målrobotar.

## Användare
- Danmarks flygvapen – Totalt 48 stycken F-100D och 24 stycken F-100F levererade.
- Frankrikes flygvapen – Totelt 85 stycken F-100Ds och 15 stycken F-100F levererade.
- Taiwans flygvapen – Totalt 118 stycken F-100A och fyra RF-100A levererade.
- Turkiets flygvapen – Totalt 206 stycken F-100C, D och F levererade. 23 av dem från Danmark.
- USA:s flygvapen – Överfördes till flygnationalgardet i början av 1970-talet. Tagna ur tjänst 1979.

## Bilder

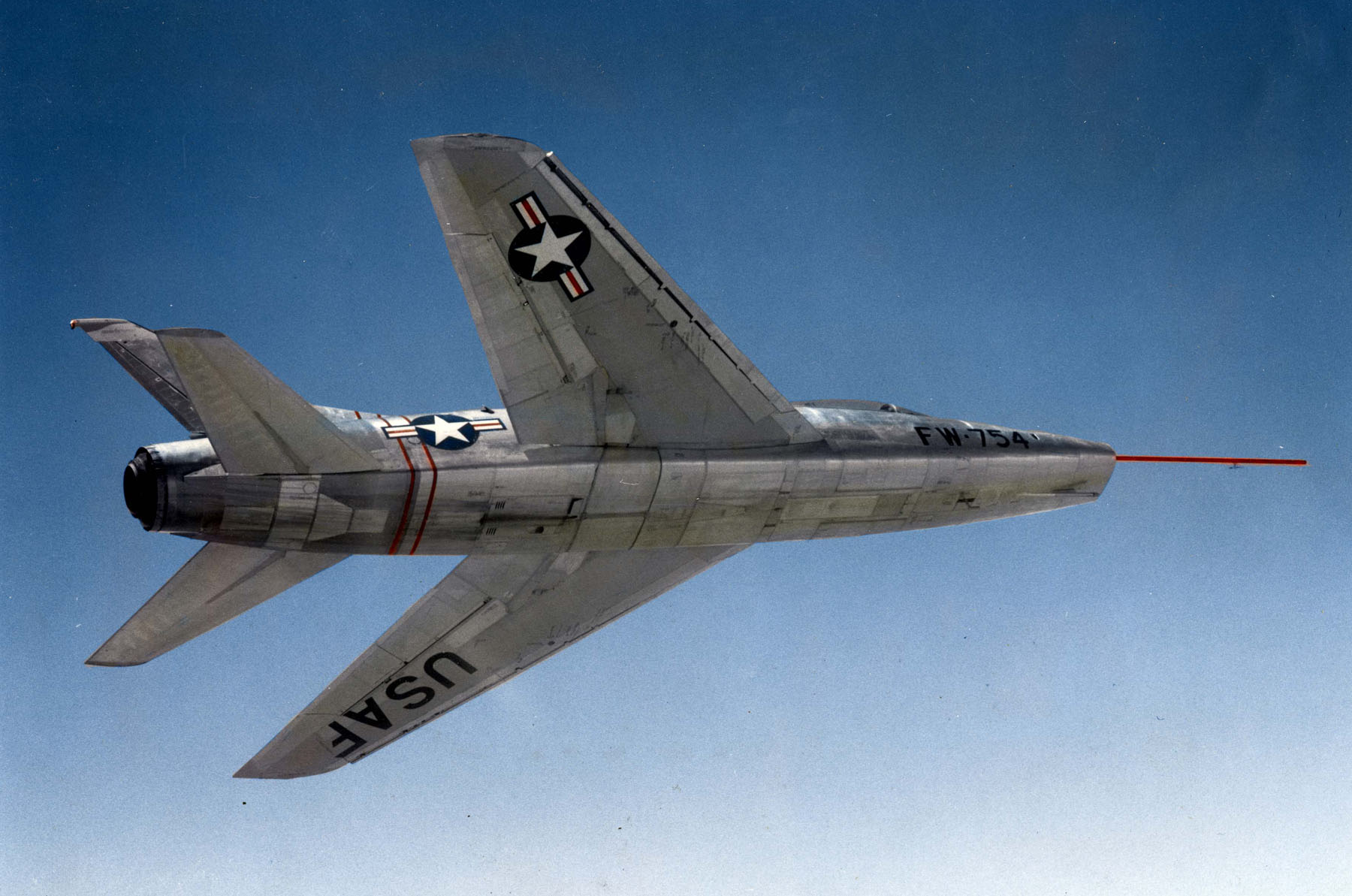
Den första prototypen.
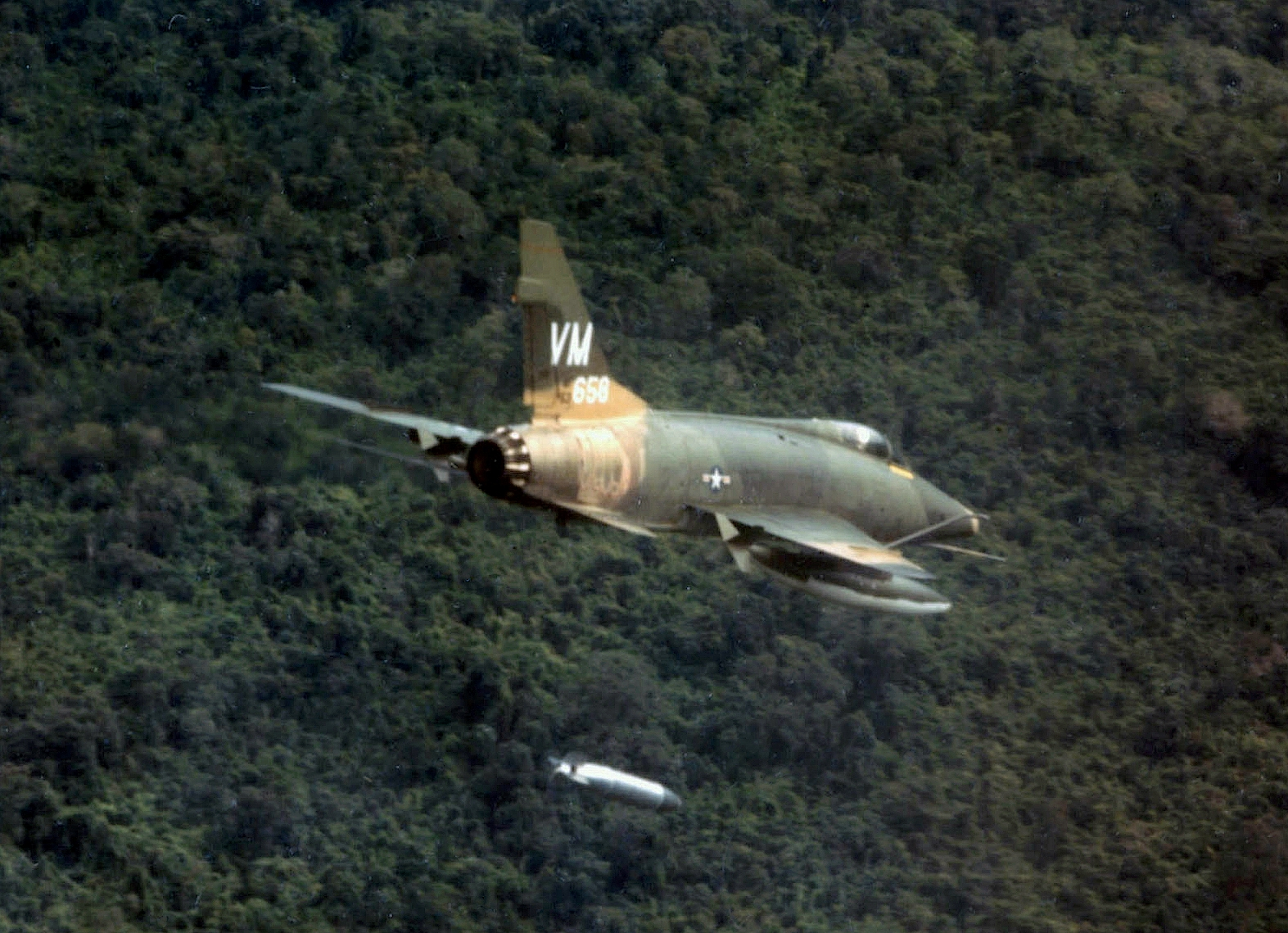
En F-100D släpper napalm nära Bien Hoa.
En F-100D släpper napalm.
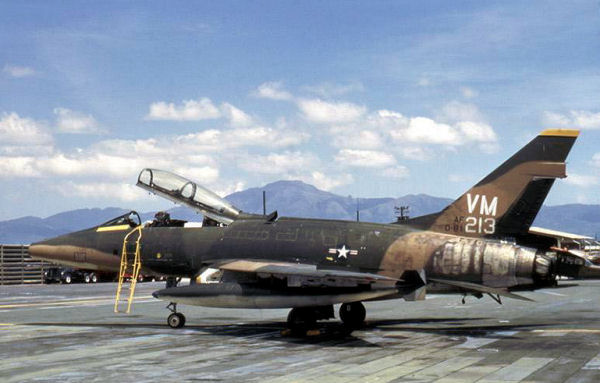
Den tvåsitsiga varianten F-100F.
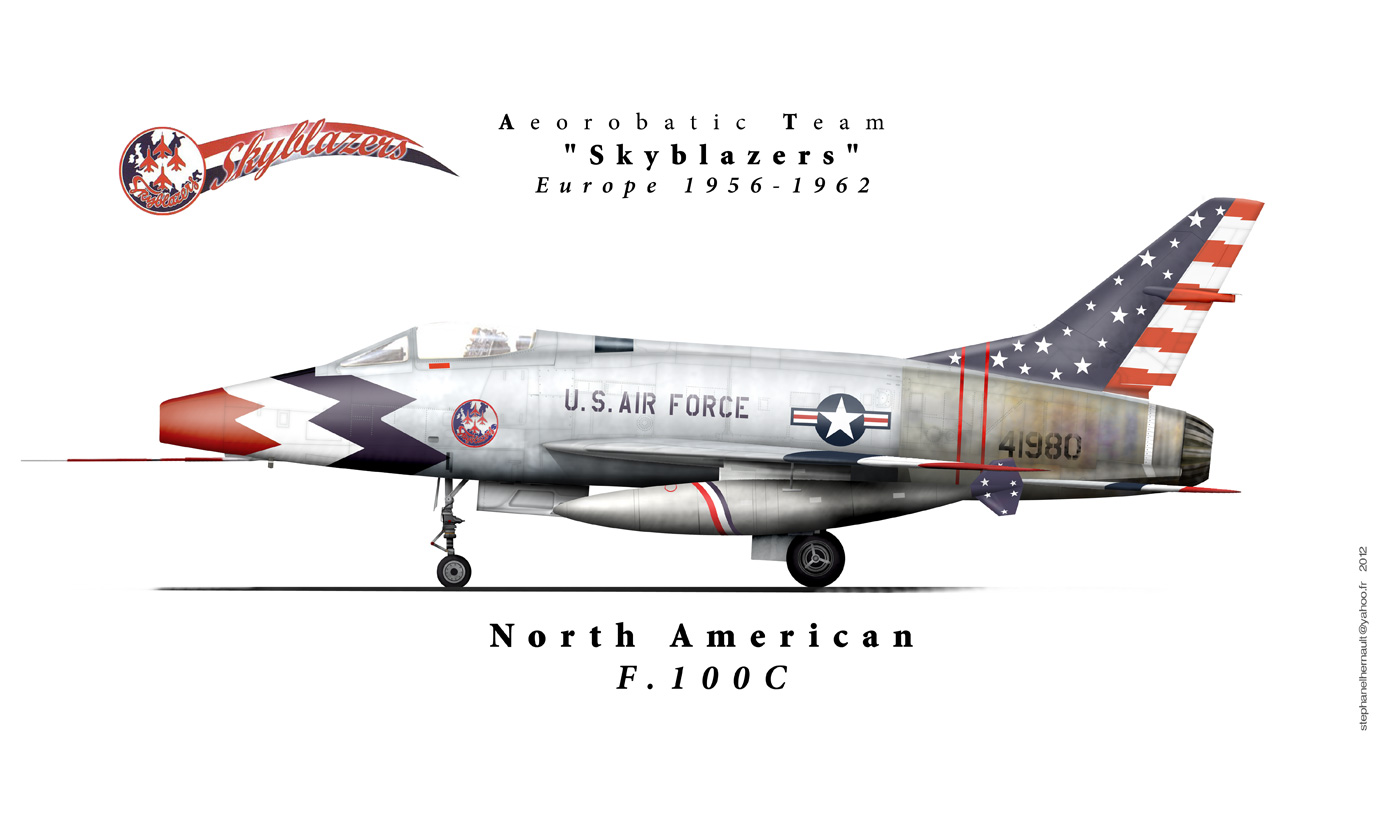
North American F-100C.
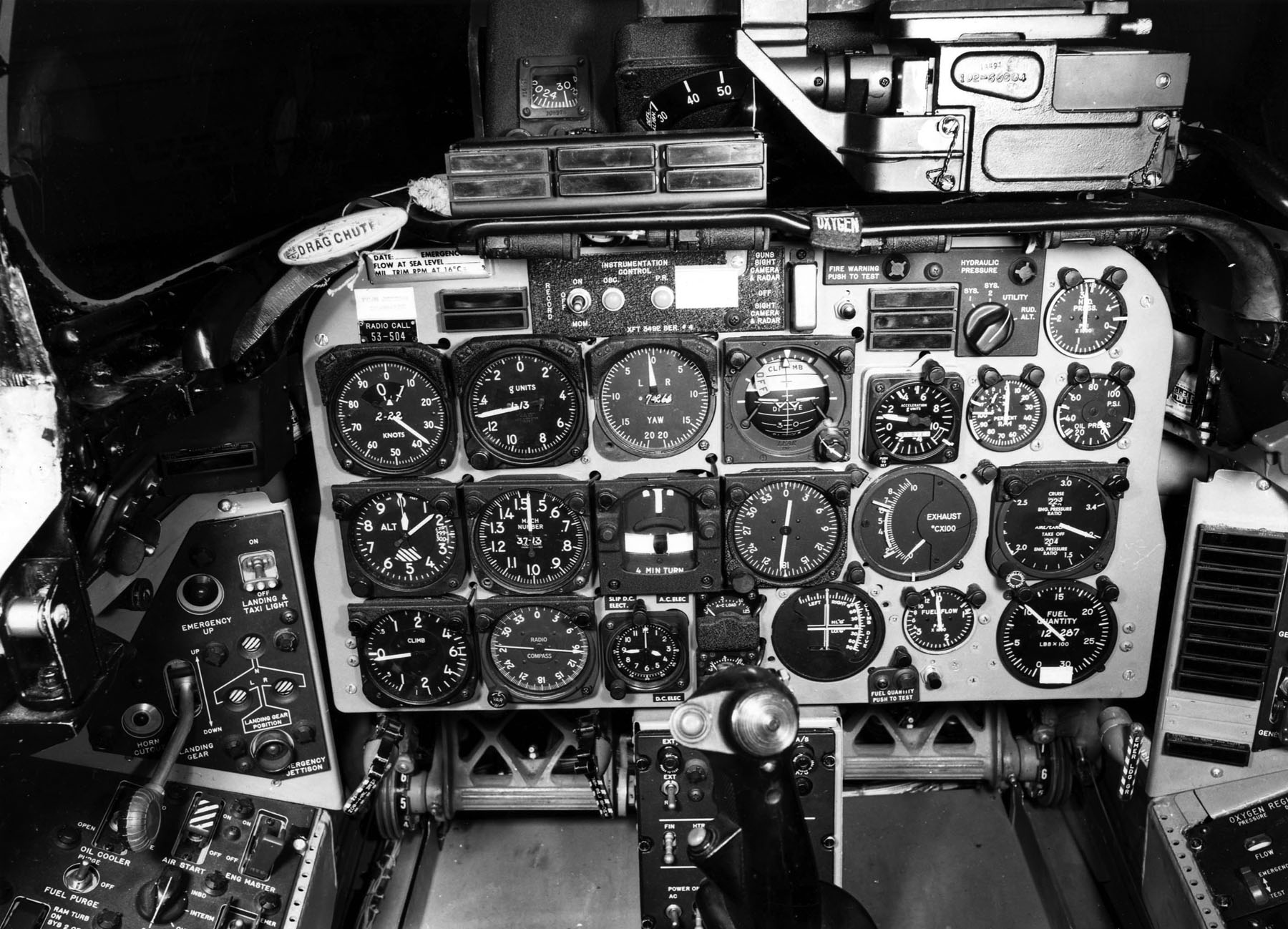
F-100D Cockpit.